# Новосёлка (Красиловский район)
Новосёлка (укр. Новосілка) — село в Красиловском районе Хмельницкой области Украины.
Население по переписи 2001 года составляло 23 человека. Почтовый индекс — 31036. Телефонный код — 3855. Занимает площадь 0,514 км². Код КОАТУУ — 6822780803.

## Местный совет
31036, Хмельницкая обл., Красиловский р-н, с. Великие Зозулинцы, ул. Ленина